# ジョン・カミン3世 (バデノッホ卿)
バデノッホ卿ジョン・カミン3世（John Comyn III, Lord of Badenoch、1274年頃-1306年2月10日）は、スコットランドの有力貴族。バデノッホを領するバデノッホ卿。「赤毛のジョン(John the Red)」の異名をとる。

## 経歴

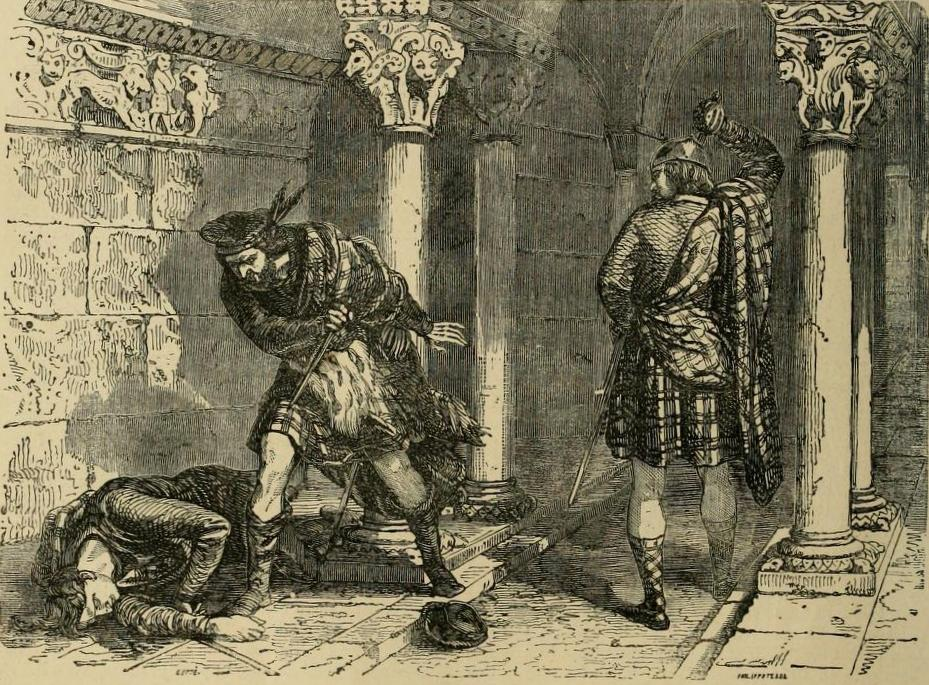
暗殺されるカミン(アンリ・フェリックス・エマニュエル・フィリッポトー画)

バデノッホ卿ジョン・カミン2世とその妻メアリー（スコットランド王となるジョン・ベイリャルの妹）の間の子として生まれる。
1296年にダンバーの戦いで母方の伯父にあたるスコットランド王ジョン・ベイリャルのためにイングランド王エドワード1世と戦い、4月22日にはダンバー城を奪取するのに貢献したが、4月28日の城の陥落の前日に捕虜となった。1297年7月にはエドワードに仕えることを条件に釈放されたが、1298年にエドワード1世に反旗を翻した。
1298年7月22日のフォルカークの戦いに騎兵隊を率いてウィリアム・ウォレス率いるスコットランド軍に参加したが、一戦も交えずに撤退したといわれる。彼がウォレスを見捨てたという逸話の出典はジョン・オブ・フォーダン(1363年頃)による。
フォルカークの戦い敗戦の責任をとってウォレスがスコットランド守護官を退任した後にロバート・ブルース、ウィリアム・ド・ランバートンとともにスコットランド守護官に就任した。
1303年2月26日のロスリンの戦いでイングランド軍に対して勝利を収めたが、エドワード1世の報復で北部に追い詰められ、1304年2月9日には自らの領地を安堵されることを条件にエドワード1世に降伏した。
ロバート・ブルースとはスコットランド王位を争う関係にあったが、ロバートは対イングランド共同戦線について内密に相談したいとカミンに呼びかけ、1306年2月10日、カミンはダンフリーズグレイフライアーズ教会でロバートと会見した。ブルースとしては反イングランド闘争のためにカミンの支持を望んでいたが、カミンの同調が得られそうになかったために反乱計画が漏れるのを恐れたブルースによって教会内で殺害された。これによりブルースはエドワードに面従腹背する道がなくなり、逃亡するか、エドワードに反旗を翻すか二者択一となり、急速にスコットランド王位獲得へ向けた運動に傾斜していくことになる。